# Swat the Crook
Swat the Crook é um curta-metragem mudo norte-americano de 1919, do gênero comédia, estrelado por Harold Lloyd. Cópia do filme existe.

## Elenco

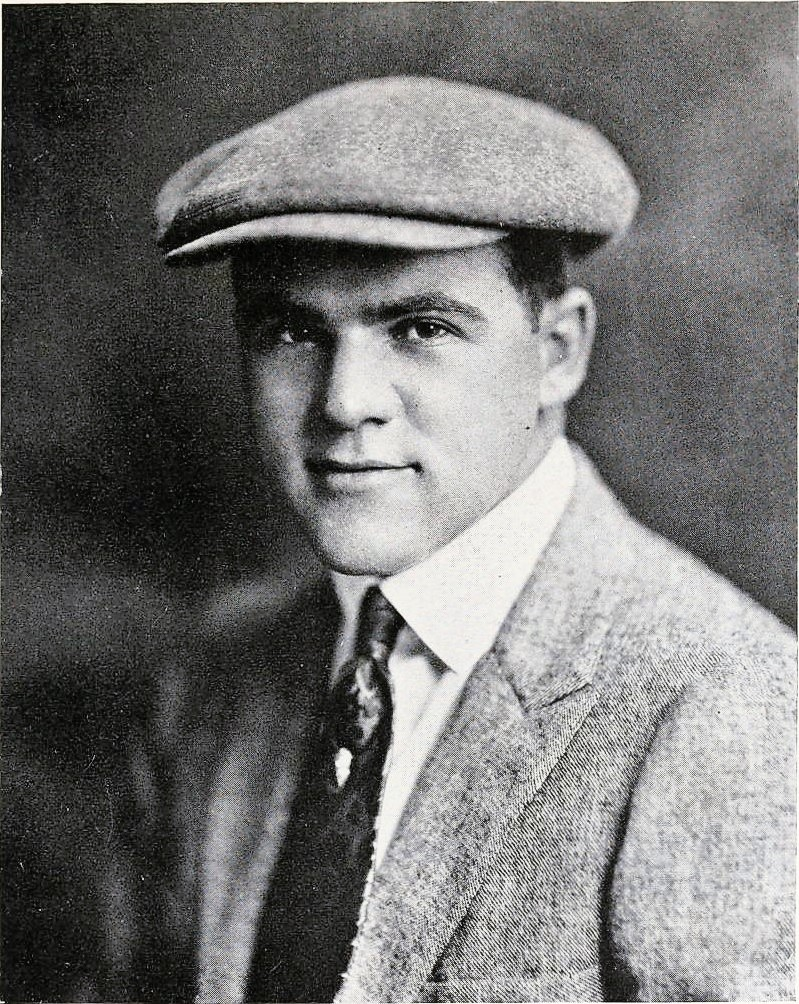
Hal Roach, diretor

- Harold Lloyd – Harold
- Snub Pollard
- Bebe Daniels
- Sammy Brooks
- Billy Fay
- Lew Harvey
- Dee Lampton
- Gus Leonard
- Marie Mosquini
- Fred C. Newmeyer
- James Parrott
- Dorothea Wolbert
- Noah Young